# Собор Воскресения Христова (Ивано-Франковск)
Собор Воскресения Христова (укр. Собор Святого Воскресіння) — кафедеральный собор Ивано-Франковской архиепархии Украинской греко-католической церкви в городе Ивано-Франковск, в Ивано-Франковской области Украины.
Храм находится на площади Шептицкого.

## История
В начале XVIII века в городе Станиславе (ныне Ивано-Франковск) появились иезуиты. В 1720 году на месте сожженной турками церкви ректор иезуитской коллегии Томаш Зеленский начал строительство нового храма. Строительство церкви было завершено в 1729 году.
Однако из-за ошибок, допущенных при строительстве, в стенах сооружения появились трещины, поэтому в 1752 году его разобрали, и в следующем году приступили к строительству нового храма по проекту архитекторов С. Потоцкого и Г. Дальке в стиле австро-баварского барокко с элементами классицизма. Шатровое завершение двух башен заимствовано из гуцульской деревянной архитектуры. В храме три нефа, главный и два боковых. Богатый декор интерьера дополняла барочная скульптура главного алтаря, где находились фигуры ангелов, святых и апостолов.
Строительство церкви продолжалось до 1763 года. А уже через год, в 1764 году, во время осады города армией Российской империи была уничтожена одна из двух башен храма.
В 1773 году орден иезуитов в габсбургских владениях был упразднен и церковь закрыли. Постепенно сооружение пришло в упадок.
В 1849 году храм был передан греко-католической общине Станиславова со статусом приходской церкви. С основанием греко-католической епархии церковь получила статус кафедрального собора.
В XIX веке иезуиты вернулись в Станиславов и построили монастырь и церковь Святого Станислава Костки.
В конце XIX веке в соборе был установлен пятиярусный иконостас. Тогда же известные украинские художники А. И. Манастырский и М. Д. Сосенко выполнили настенную роспись храма. На реставрацию и художественное оформление собора средства были выделены епископом Андреем Шептицким.
Во времена советской власти Украинская греко-католическая церковь была упразднена, и храм утратил статус собора. 28 января 1990 года он был возвращен восстановленной на территории Украины Украинской греко-католической церкви. В 1995 и 2003 году в храме были проведены реставрационные работы.

## Захоронения
- Иван (Слезюк) епископ Станиславский[1] 1965 по 1973, епископ-помощник 1945 по 1965;
- Софрон (Дмитерко) епископ Ивано-Франковский[2] 1973 по 1997, епископ-помощник 1968 по 1973
- Софрон (Мудрый) епископ Ивано-Франковский[3][4] 1997 по 2005